# Mongol betörések Európában
A mongol inváziók Európában a 13. század második felében indultak Dzsingisz kán (1162–1227) unokái,  Batu kán (1207–1255 körül) és Kádán  († 1261 körül) vezetésével,  amelynek eredményeként a mai Oroszország és Ukrajna a mongolok fennhatósága alá került. Batu kán, a hadműveletek főparancsnoka  és Szubotáj a remek stratéga ambiciózus terve az volt, hogy egész Európát meghódítsák. Nyugat felé haladva kétirányú inváziót indítottak a széttöredezett Lengyelország, illetve Magyarország ellen. A lengyelek legyőzése a legnicai csatában (1241. április 9.), míg a magyaroké az úgynevezett muhi csatában (1241. április 11.) tetőzött.
Az európai keresztény fejedelmek között széthúzás viszály és háború dúlt, Európa védelmi ereje meggyengült, egyrészt a keresztes hadjáratokban elszenvedett veszteségek után a IX Gergely pápa és II. Frigyes császár közötti ellenségeskedések miatt. Kiválóan összehangolt és jól időzített stratégiai tervezéssel megvalósított hadjárat során a mongoloknak sikerült Oroszországon és Lengyelországon keresztül egészen Sziléziáig eljutniuk; feldúlták Morvaországot, Magyarországot,  Dalmáciát, de máig vitatott okok miatt Batu kán visszavonult a közép-ázsiai sztyeppékre, és időlegesen elhagyta Kelet-Közép Európa térségét. A tatárjárás így a lengyelek, csehek, magyarok, a balkáni államok, románok és bolgárok, oroszok ukránok történetírásának lényeges elemévé vált.

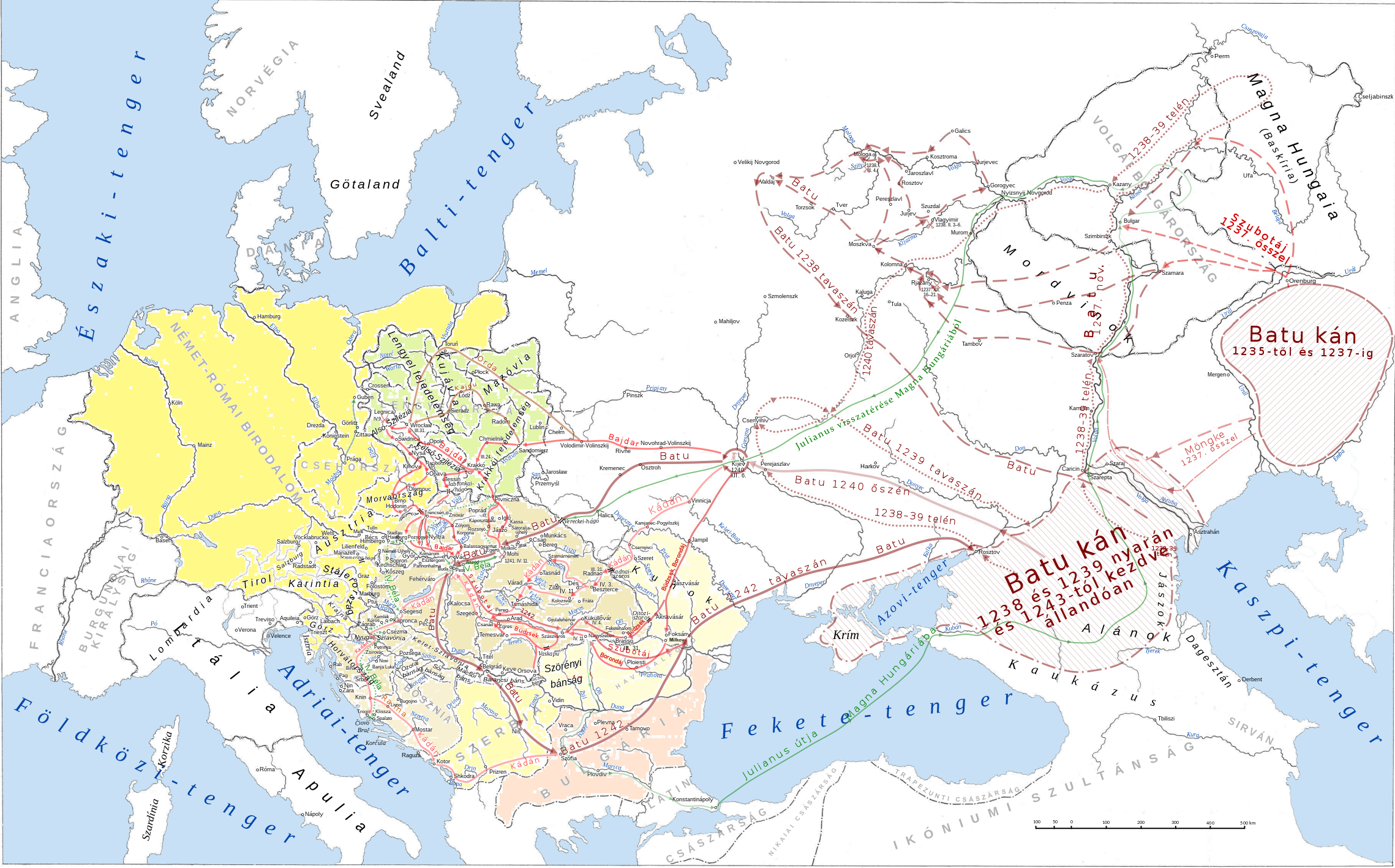
Az európai tatárjárás (1235–1242)

## Előzmények
Ögödej az új nagykán,  Dzsingisz kán második fia, a karakorumi főhadiszállásról parancsot küldött három hadseregnek, az egyik  Korea ellen, a másikat  a Jangce Kiangtól délre Kínát uraló Szung-dinasztia ellen, és a harmadikat Európa ellen. Ögödej a hadsereg parancsnokságát Batu kánnak adta, aki idősebb és elhunyt testvérének, Dzsocsinak a fia volt. A Kaszpi-kapun áthaladva a stratégiát kidolgozó  Szubotáj elfoglalta Bolgarit, a volgai bolgárok fővárosát (1237), majd továbbhaladt északnyugati irányba. Közben Batu a későbbi Penza és Tambov tartományok erdein keresztül nyomult, és 1237 végén elérte a Szuzdali Rusz peremén fekvő Rjazanyt. Ez az oroszok számára meglehetősen rosszkor jött, mert a Kijevi Rusz hanyatlásának utolsó szakaszához közeledett, míg az új központoknak, Vlagyimir-Szuzdalszkijnak, Novgorodnak és Halicsnak nem volt ideje kellőképpen megszilárdulni ahhoz, hogy ellenálljanak egy nagyobb sereg támadásának. A rjazanyi fejedelmek, az Olgovicsok ugyan megpróbálták Voronyezsnél megállítani a tatár támadást, de a feladat reménytelenségét látva visszatértek területük védelmére. Rjazany öt napig állta a tatár ostromot,  de 1237. december 2-án elfoglalták a várost. A lakosokat a tatárok kegyetlen kínzások közepette lemészárolták. 1238 februárjára tizennégy várost foglaltak el, köztük az akkor még fejletlen Moszkvát. Mivel kijevi testvére, Jaroszláv által küldött erősítés nem érkezett meg,  II. Vszevolodovics, Szuzdal nagyfejedelme elhagyta fővárosát, Vlagyimirt.
Miután a tatárok kifosztották az egész Szuzdali Fejedelemséget, előrenyomultak Volokolamszk, Tver és Torzsok felé, amelyet elpusztítottak, majd behatoltak a Novgorodi Köztársaság területére. Maga Novgorod csak hajszál híján menekült meg, mert a betolakodók elérték a mintegy harminc mérföldre lévő Lovatot, mielőtt hirtelen irányt változtattak; ezt valószínűleg egy hirtelen jött olvadás miatt tették, és visszatértek a kunok által elfoglalt sztyeppékre. Rjazan és Szuzdal városok elfoglalása után  1239-ben Oroszország délnyugati területeit; 1240-re az egész Kaukázus tatár ellenőrzés alá került.
Kozelszk elfoglalása után Batu kán a Dnyeper felé vonult, hogy elpusztítsa Kijevet, de a túlparton, a kis Pesocsnij közelében megállva, a város mérete és szépsége megbabonázta, és tartózkodott a támadástól. A tatárok ekkor a  kunok felszámolásába kezdtek. A kunok harci ereje, mivel nomádok voltak, jóval gyengébbnek bizonyult a tatárokénál; 1239-ben Kötöny, a kunok kánja és Daniel Romanovics halicsi herceg apósa mintegy 40 000 emberrel együtt Magyarországra menekült, ahol IV. Béla király hajlandó volt menedéket nyújtani nekik azzal a feltétellel, hogy áttérnek a kereszténységre. Ennek hallatán Batu kán arra kérte Bélát, hogy adja vissza neki „kun szolgáit”, és amikor a magyar király erre nem volt hajlandó,  Batu elhatározta Magyarország lerohanását. Plano Carpini, aki 1246-ban bejárta ezeket a területeket, azt állította, hogy a még eredeti szálláshelyükön maradt kunokat vagy rabszolgasorba taszították, vagy lemészárolták.  Az orosz krónikák szerint sokan közülük Daniel Romanovics halicsi herceg szolgálatába álltak, aki könnyű csapatként alkalmazta őket a litvánok ellen. Mások délnyugatra mentek, szalmával töltött bőrökön átkeltek a Dunán, és Bulgárián keresztül Macedóniába jutottak. Az Ipatyevszkij-krónika szerint Batu kán 1240 decemberében seregeivel körülvette Kijevet és rövid ostrom során december 6-án elfoglalta a várost.
Batu kán ennyi hadi siker után már eredeti célja, a nyugati királyságok meghódítására összpontosíthatott, köztük az akkori egyik legnagyobb ország, a Magyar Királyság letámadására. Erre az adott közvetlen okot,  hogy  IV. Béla, aki a kunok védelmezőjének szerepében lépett fel, azok keresztény hitre térítése mellett mintegy negyvenezer kunt fogadott be országába, egyúttal kinevezte magát Kunország királyának is.  Ez a mongolok szemében súlyos vétek volt, hiszen a kunokat ők saját alattvalóiknak tekintették, mivel több csatában legyőzték őket. Batu tehát eldöntötte nyugati hadjáratának folytatását.
Kijevnél Batu kán négy részre osztotta seregét, (mintegy 300-400 ezer harcos) közülük három, köztük a közvetlenül általa irányított, megindult Halicson (nagyjából a mai Galícián) és a Kárpátokon átkelve Magyarországra, míg a Baidar vezette negyediknek Dániel halicsi herceg területén kellett áthaladnia és Lengyelországba betörnie. Míg a tatárok még Kijevben tartózkodtak, Dániel Magyarországra ment, hogy szövetséget kössön IV. Bélával és így egyesítse erőit az invázióval szembeni ellenállásban. Amikor azonban 1241-ben visszatért,  országa már elesett. A podóliai Ladizsin bátor ellenállást tanúsított, ami arra késztette Batu kánt, hogy megállítsa a Déli-Bug fölötti előrenyomulását. A tatárok által Lengyelországban követett útvonalat később szlak vagy droga Tatarozv néven ismerték.

## 1241-es invázió Lengyelország ellen

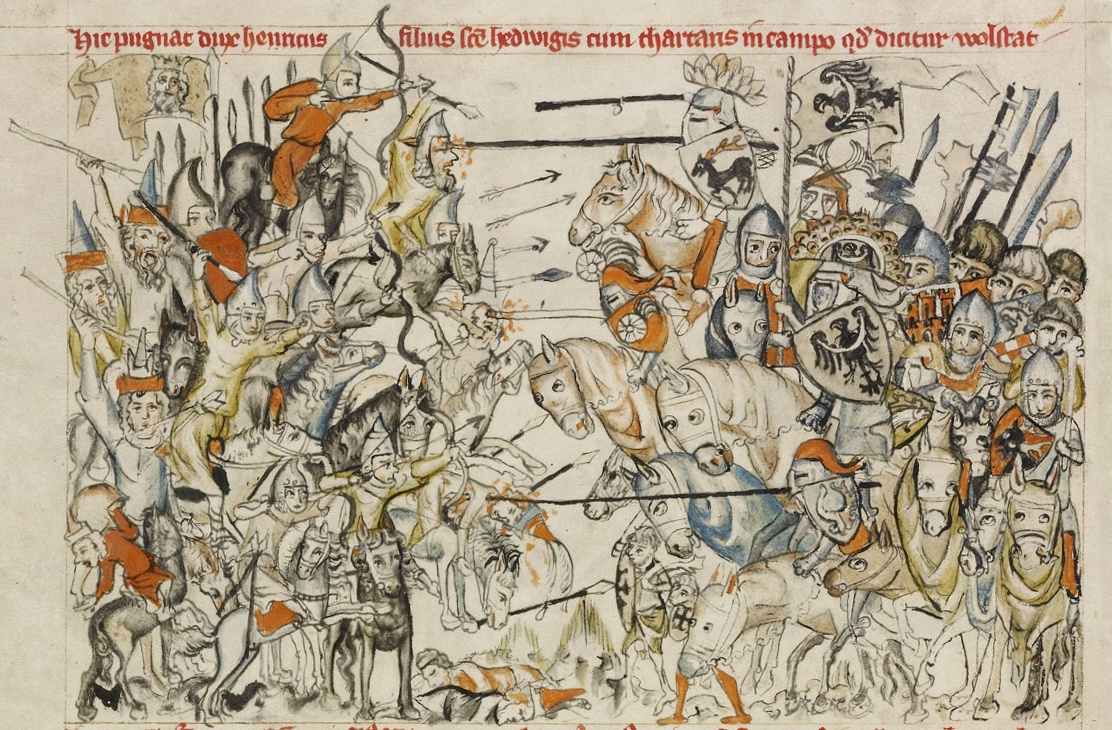
Legnicai csata (Legnitz) 1241. A Szent Hedvig-legendából: „hic pugnat dux henricus filius sanctae hedwigis cum thartaris in campo quod dicitur wolstat” Henrik herceg, Szent Hedvig fia, itt harcol a tatárokkal azon a mezőn, amelyet Wahlstattnak hívnak;

A Vlagyimirból induló nyugati jobb szárnyat Bajdán és Kaidu támogatása mellett Batu testvére, Orda vezette, elsődleges céljuk IV. Béla lengyel és sziléziai szövetségeseinek elpusztítása volt. Batu kán úgy gondolta, hogy ha a háború Magyarországra is kiterjed, a lengyelek bizonyára segítségükre sietnek. Már 1241 januárjában feltűntek felderítő egységei Lublin és Zawichost  alatt, a tényleges invázió azonban egy hónappal később következett be. 
Orda északra indult egy 10 ezer harcosból álló hadsereggel. Először Szutyejt pusztította el, majd Lublint dúlta fel, ezt követően Szondamért ostromolták, majd miután az február 13-án megadta magát, kifosztották, és erőik kettéváltak. Orda seregei feldúlták Közép-Lengyelországot, Wolbórzig és egészen Łęczycáig északra vonultak, mielőtt délre fordultak és Sieradzson keresztül Wrocław felé vették az irányt. Bajdár és Kádán feldúlták Lengyelország déli részét, Chmielnik, Krakkó, Opole és végül Legnica felé vonultak, mielőtt nyugat és dél felé elhagyték a lengyel földeket.
Miután Kis-Lengyelországban a mongolok nem találtak jelentős ellenállást, kerülővel délre fordultak Boroszló (Wrocław) térségébe.  A városba Kaidu érkezett, Bajdan Krakkót célozta meg, amit Szandomir eleste (1241. február 13.) után 1241. március 22-én vettek be. Brzeźnicai Klemens krakkói várnagy, valamint Włodzimierz vajda is súlyos vereséget szenvedett 1241. március 18-án Chmielniknél . A várost felgyújtották, a lakók egy közeli sziget erődítésébe menekültek, ahol a mongolok már nem vesztegették az idejüket az erőd ostromával, csatlakoztak Orda és Kaidu seregéhez.
II. Henrik lengyel fejedelem, sziléziai herceg  országa nyugati határán várt a nyugati hatalmak beígért segítségére, de közben a kis-lengyelországi hadak maradványait és saját friss alakulatait, szövetségeseit Legnica körül gyűjtötte össze. Henrik, serege erősítésére még Szilézia egyik legnagyobb városát, Wrocławot (Boroszló, Breslau) is feláldozta. Henrik  várta sógorát is, I. Vencel cseh királyt, aki nagy sereggel érkezett a segítségére.
Az európai uralkodók azonban a császárság és pápaság hatalmi harcával voltak elfoglalva, és nem vették komolyan Henrik segélykérését. Csak a templomos és a johannita lovagok, valamint a cseh király, I. Vencel is küldött segítséget, de ez utóbbi végül elkerülte a csatát, csapatait Legnicától egy napi járásra megállította. Valószínűleg attól tartott, hogy a keresztény erők veresége esetén Csehország könnyű prédája lesz a mongoloknak.
Miközben a mongolok azt fontolgatták, hogy ostromolják-e Wrocławot,  jelentéseket kaptak, hogy a cseh király nagy sereggel már csak napokra van tőlük. A mongolok  nem fejezték be az ostromot, elindultak, hogy Henrik seregeit elfogják, mielőtt az egyesül a segítségükre küldött csapatokkal A mongolok Legnica közelében értek utol Henriket egy később Wahlstatt („csatatér” középfelnémetül; ma Legnickie Pole, „Legnica mezeje”) néven ismert helyen. Henriket a saját seregén kívül II. Mieszko , valamint a Tursknál és Chmielniknél legyőzött lengyel seregek maradványai, a katonai rendek tagjai és kis számú külföldi önkéntes segítette.
A legnicai csata 1241. április 9-én zajlott le, és  II. Henrik hadseregének vereségével és a fejedelem halálával végződött. A vereség okaként általában az Európában ismeretlen harcmodort és II. Mieszko váratlan megfutamodását tartják. A sziléziai herceg haláláról két feljegyzés maradt fenn: az egyik Jan Długosztól származik, a másik a C. de Bridia nevű szerzetes Historia Tartatorumában fogalmazódott meg, és jelenleg ezt tartják hihetőbbnek, mivel az eseményekhez időben közelebb íródott, és értesülései az események szemtanúitól származnak.  A mongolok nem foglalták el Legnica várát, de szabad kezet kaptak Szilézia kifosztására és fosztogatására, mielőtt elvonultak volna, hogy csatlakozzanak a magyarországi főerőkhöz. A mongolok nem akarták elfoglalni az országot, mivel a legnicai vereség után röviddel (miután hiába próbálták megostromolni Wrocławot) Morvaországon keresztül Magyarországra zúdultak, és csatlakoztak Batu kán főseregéhez. Henrik ruhátlan, lefejezett holttestét özvegye azonosította.

## A cseh korona területeinek meghódítása (Csehország, Morvaország, Szilézia)

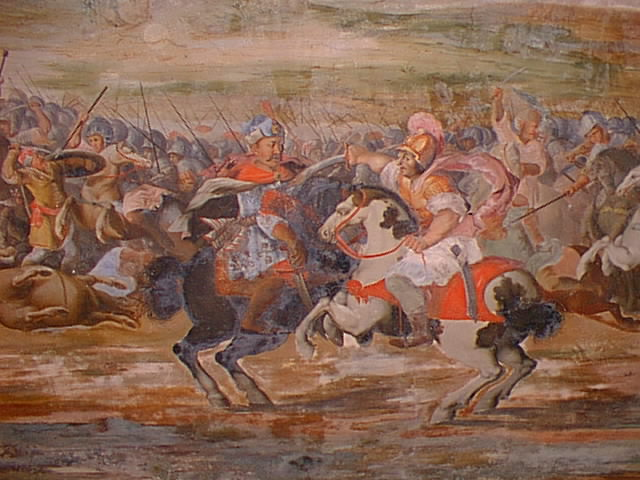
Egy freskó részlete, amely Sternberki Jaroszláv legendás olmützi győzelmét ábrázolja a mongolok felett 1241-ben, Zelena Hora vár, Nepomuk, Csehország

Az európai haderő Liegnitznél elszenvedett vereségét követően a mongolok folytatták a fosztogatást Lengyelország szomszédos királyságaiban, elsősorban Sziléziában és Morvaországban. Miután látta a mongolok pusztítását lengyel földön, I. Vencel cseh király hazatért országába, hogy annak védelmét megszervezze.  Út közben erősítést gyűjtött Türingiából és Szászországból. Csapatait Csehország hegyvidéki területein állomásoztatta, ahol a mongolok nem tudták volna hatékonyan használni a lovasságukat.
Ekkorra a mongol erők két részre szakadtak, az egyik Batu kán és Szubotáj vezetésével, akik Magyarország lerohanását tervezték, a másik Bajdár  és Kádán  vezetésével, akik Szilézián és Morvaországon keresztül pusztítottak. Amikor megérkeztek, hogy megtámadják Csehországot, a királyság védművei eltántorították őket a támadástól, és Otmuchów  városába vonultak vissza. A mongolok egy kisebb csapata támadást indított a Csehország felé vezető hegyi hágókhoz vezető úton a sziléziai Kladsko városa ellen, de a I. Vencel vezette cseh lovasságnak sikerült visszavernie őket.
A mongolok ezután megpróbálták bevenni Olomouc városát, de Vencel az osztrák Babenbergek segítségével visszaverték a támadást.  Vencel vezetése alatt a mongol invázió során Csehország azon kevés európai királyságok egyike maradt, amelyet a mongolok soha nem hódítottak meg, annak ellenére, hogy a körülötte lévő királyságok többségét, például Lengyelországot és Morvaországot feldúlták
Vencel védekezése olyannyira sikeres volt, hogy a krónikások dicsőítő üzenetet küldtek II. Frigyes császárnak az ország „győzedelmes védelméről”. E sikertelen kísérletek után Bajdár és Kádán folytatta a portyázást Morvaországban (a Morva-kapu útvonalon keresztül a Morva folyó völgyében a Duna felé), mielőtt végül dél felé indult volna, hogy egyesüljön Batu és Szubotaj seregével Magyarországon.

## Magyar Királyság
A liegnitz-i csata után a tatár csapatok végül egyesültek a magyarországi fősereggel. Egyidejűleg egy második támadással a fősereg Batu kán parancsnoksága alatt megszállta Magyarországot. A tatárok ismét ugyanazt a bekerítési taktikát alkalmazták, amely a korábbi csatákban oly hatékonynak bizonyult: öt különböző irányból támadták a király király seregét, megsemmisítve azt. A magyarok kezdetben alábecsülték a tatár veszélyt, a tatárok bátorságát, támadóerejét és taktikáját. Erre a tatárok rá is játszottak: színlelt megfutamodással, folyamatos hátrálással. IV. Béla serege létszámban hasonló volt, de a vezető főurak között, a seregen belül is viszály és széthúzás uralkodott.  A nemesség elégedetlen volt Béla egyes döntéseivel és politikájával. A király tekintélye folyamatosan erodálódott.
1241. április 11-én a Sajótól délnyugatra, a mai Muhi település közelében döntő csata zajlott le:  Béla király hadvezérként kudarcot vallott, és több taktikai baklövést is elkövetett, de neki és testvérének, Kálmán hercegnek sikerült elkerülnie a bekerítést és a fogságba esést. Batu számára azonban Magyarország mindaddig leigázhatatlan maradt, amíg a király szabadlábon volt. A menekülő királyt a tatárok Szlavónián és Horvátországon keresztül egészen a dalmát tengerpartig üldözték. Időközben becslések szerint Magyarország lakossága a tatárjárás közvetlen következményeként átlagosan a felére csökkent. A legtöbb magyarországi város, vár és kolostor alig volt fallal körülvéve és gyakorlatilag védtelen volt, így könnyű prédája volt a tatár támadásnak. A túlélő lakosságot szisztematikusan és előre megfontoltan lemészárolták, hogy elrettentő példaként szolgáljanak a tatárokkal szembeni esetleges ellenállásra. A mohi csata  szimbolikus jelentőséget kapott, hiszen előre vetítette nemcsak Európa, hanem a kereszténység elvesztését is. A kortársak szerint az esemény hatására nyugaton pánikhangulat alakult ki, amely elérte Spanyolországot és Hollandiát is.

## További mongol betörések Európába

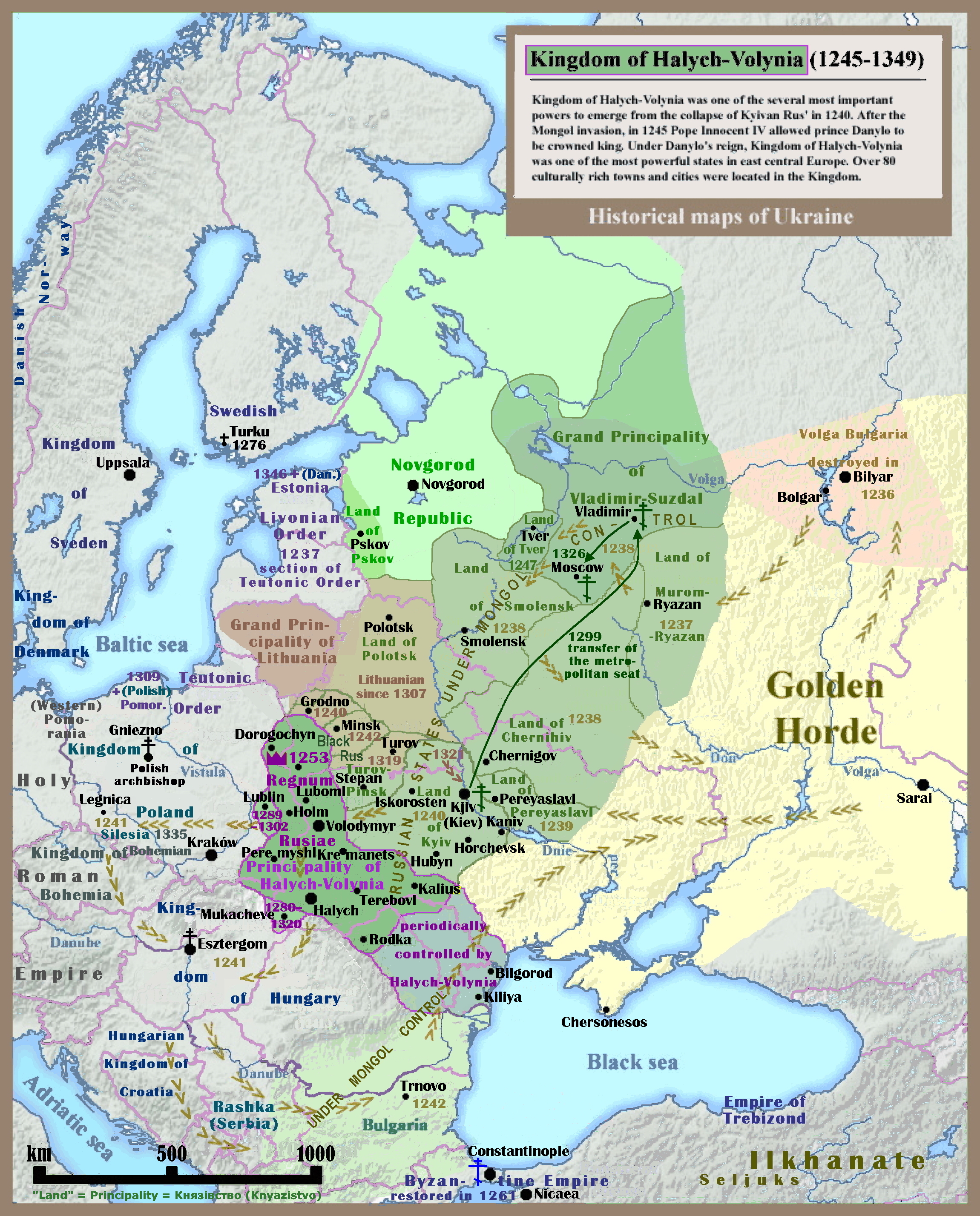

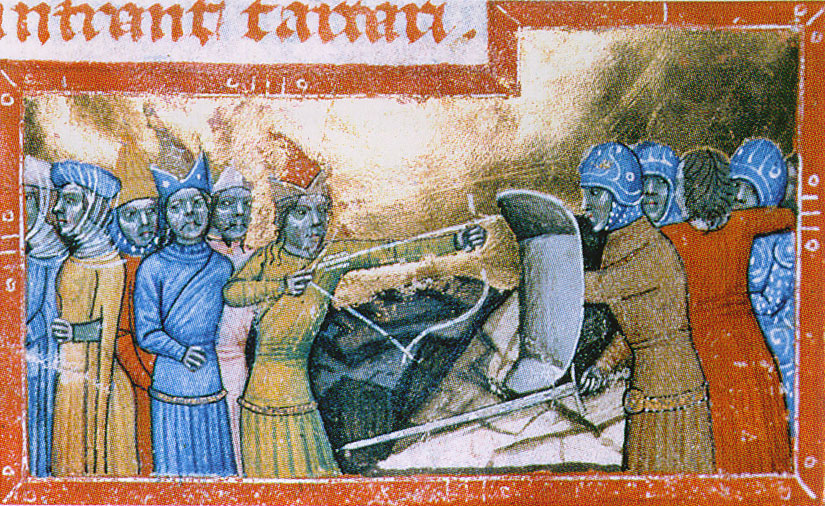
A második tatárjárás Magyarországon 1285-ben (Képes krónika)

Batu kán és Berke „alapította” Arany Horda a 13. század második felében meghatározó tényező volt a Mongol Birodalom nyugati tartományában. Dzsocsi ulusza, bár háborúban állt a mongol Hülegü ilhánjaival, akiket később az Ajn Dzsálúti csatában szövetségesük a mamlúk Bajbarsz megvert, több alkalommal is jelentős szerepet vállalt a torzsalkodó európai államok csatározásaiban. Batu utóda, testvére, Berke szövetséget ajánlott IV. Bélának, amit  gyermekeik házasságával pecsételnének meg, vazallusi szolgálataiért cserébe, de Béla halogatta a döntést. Berke figyelme akkor elterelődött a Magyar Királyságtól.  Az 1260-as évektől folyamatosan erősödő Dzsocsi-leszármazott, a hadsereg fővezére Nogáj magához ragadta az Arany Horda tényleges irányítását, noha több kán (Möngke-Temür, majd Tode-Möngke, később Talabuga) alatt szolgált.
Már 1240-ben gyakorlatilag minden Magyarországtól keletre elterülő ország – beleértve a Magyar Királyság számára mindig fontos Halicsot (Galíciát) és Lodomériát (Vlagyimirt) is – elismerte a mongol fennhatóságot, bár történtek kísérletek az önállósodásra. Daniló galíciai fejedelem a nyugati államoktól remélt segítséget, 1253-ban a pápa küldötte Oroszország királyává is koronázta, de katonai támogatás hiányában ez csak egy formális gesztus maradt. 1254-ben fellázadt a tatár uralom ellen, 1256-ra kiszorította a mongolokat országából, de 1258–1260-ban újólag meg kellett erősítenie alattvaló hűségét Batu kán utódja felé, és le kellett romboltatnia a tatárok ellen emelt várakat. A galíciai fejedelemség Arany Hordának való formális alávetettsége 1349-ig tartott, amikor III. Kázmér lengyel király meghódította, és bekebelezte a Lengyel Királyságba.
1245-ben az első lyoni zsinat felszólította az európai uralkodókat, hogy építsenek kővárakat és fallal körülvett városokat.

### Litvánia és Lengyelország ellen (1259)
1258-ban Daniló halicsi fejedelem  letette a fegyvert a Burundáj vezette tatárok serege előtt. Vazallusként behódolt, és bátyját, Vaszilkót a tatárok támogatására küldte azok litvániai betöréséhez. Nogáj és Telebuga, a két Dzsocsi unoka vezetésével a mongolok Volhínia, Chelm, Lublin érintésével Sieradz, Sandomierz, Zawichost, Bytom városát feldúlták és kifosztották, majd Krakkó következett, ahonnan Boleszláv lengyel herceg Magyarországra menekült.  Berkének nem állt szándékában Lengyelország elfoglalása vagy meghódítása. E portyázás után IV. Sándor pápa sikertelenül próbált keresztes hadjáratot szervezni a tatárok ellen.

### Bizánc (Bulgária és Trákia) ellen (1265)
Berke uralkodása alatt is volt egy Trákia elleni hadjárat. 1265 telén Nogáj kán két tümennel (20 000 katona) mongol portyát vezetett Bulgária és a bizánci Kelet-Trákia területei ellen. Ebbe a hadjáratba a dunai bolgárok hívták segítségül a bizánciak ellen vívott balkáni háborúk idején.  1265 tavaszán a mongolok legyőzték VIII. Paleologosz Mihály bizánci uralkodó seregeit. Harc helyett a bizánciak többsége elmenekült az erős mongol sereg elől. Ezt követően Trákiát Nogáj serege kifosztotta, a bizánci császár pedig szövetséget kötött az Arany Hordával, és lányát, Eufroszinét Nogájhoz adta feleségül.

### További betörések a 13. században
- 1271, 1274: Bulgária ellen
- 1275, 1277: Litvánia ellen
- 1280, 1285: Bulgária ellen, amely szintén behódolt az Arany Hordának

- 1285,1286: Magyarország ellen, ahol észak felől támadtak, de a székelyek kemény ellenállásába ütköztek. (→Második tatárjárás)
- 1287: Lengyelország és Litvánia ellen, feldúlták a vidéket, döntő katonai sikereket nem értek el.

- 1293: Szerbia ellen, amely úgyszintén behódolt.

## A 16–18. század közötti támadások
A kelet-európai sztyeppéken és a Krím-félszigeten letelepedett mongolok létrehozták a később Arany Horda néven ismertté vált államot. A mongolok hamar beolvadtak a területen élő türk nyelvű népcsoportokba, akik a 14. századtól tatárok néven voltak ismertek. A krími tatárok a 15. században önállósultak, és megalapították a krími tatár kánságot.
A magyar történetírás hagyományosan a „tatárjárás” kifejezést alkalmazza a krími tatárok által elkövetett későbbi támadásokra is. A Krími Kánság a 15. század végétől az Oszmán Birodalom hűbérese volt. A szultán parancsára a háborúk idején – de főleg a tizenöt éves háború alatt – a törökök segédcsapataiként nagy hullámokban hajtottak végre támadásokat. Többször betörtek a kelet-európai országokba, így a Magyar Királyságba, Erdélybe, Lengyelországba, a Porosz Hercegségbe (poroszországi tatárjárás), Moldvába, Havasalföldre és a Balkánra. Ezek voltak a török kor legnagyobb pusztításai.